# Janusz Olejniczak
Janusz Olejniczak (Breslavia, 2 ottobre 1952 – Varsavia, 20 ottobre 2024) è stato un pianista e attore polacco.

## Biografia
Cominciò sin da giovanissimo lo studio del pianoforte. I suoi insegnanti furono Ryszard Bakst e Zbigniew Drzewiecki. Nel 1970 vinse il sesto premio nell'ottava edizione del Concorso pianistico internazionale Frédéric Chopin e due anni dopo si classificò nel concorso Alfredo Casella di Napoli. Dal 1971 al 1972 si perfezionò a Parigi con Konstanty Schmaeling e Witold Malcuzynski. Suonò in tutto il mondo come solista o collaborando con direttori quali Charles Dutoit, Kazimierz Kord, Grzegorz Nowak, Witold Rowicki e Jerzy Maksymiuk. Il suo vasto repertorio includeva Beethoven, Schumann, Schubert, Ravel, Fryderyk Chopin e Prokofiev. Incise per la radio e la televisione e per diverse etichette: Polskie Nagrania, Selene, Pony Canyon, Opus 111 e CD Accord. Eseguì le musiche di Chopin nel film di Andrzej Żuławski, La Nota Blu, dove interpretò proprio il ruolo del compositore polacco. Inoltre le sue mani apparvero nel film di Roman Polański, Il pianista, dove "doppiò" Adrien Brody nell'esecuzione delle parti musicali.